# Distretto di Pha Oudom
Il distretto di Pha Oudom è uno dei cinque distretti (mueang) della provincia di Bokeo, nel Laos.  Ha come capoluogo la città di Ton Pheung.